# مینهایم
مینهایم (به آلمانی: Minheim) یک شهر در آلمان است که در برنکاستل-ویتلیش واقع شده‌است. مینهایم ۴۸۳ نفر جمعیت دارد.